# Volcán La Jarapeña
Volcán La Jarapeña är en vulkan i Mexiko.   Den ligger i delstaten Sonora, i den nordvästra delen av landet, 2 000 km nordväst om huvudstaden Mexico City. Toppen på Volcán La Jarapeña är 246 meter över havet, eller 71 meter över den omgivande terrängen. Bredden vid basen är 3,1 kilometer.
Terrängen runt Volcán La Jarapeña är huvudsakligen platt. Runt Volcán La Jarapeña är det mycket glesbefolkat, med 4 invånare per kvadratkilometer. Det finns inga samhällen i närheten. Trakten runt Volcán La Jarapeña är ofruktbar med lite eller ingen växtlighet.